# 萩原智子
萩原 智子（はぎわら ともこ、1980年4月13日 - ）は、日本の元水泳（競泳）選手、スポーツコメンテーター、タレント。愛称：ハギトモ、本名：佐藤 智子。山梨学院大学大学院卒業。スポーツバックス所属。日本水泳連盟理事。日本マスターズ水泳協会理事。2020年東京オリンピック・パラリンピック競技大会組織委員。日本体操協会理事。
現役時代は、得意種目の背泳ぎを中心に、自由形や個人メドレーなども手掛け、2002年日本選手権水泳競技大会では、史上初の個人4冠を達成。2000年シドニーオリンピック・女子競泳日本代表（200m背泳ぎ4位・200m個人メドレー8位各入賞）。2001年世界水泳選手権800ｍフリーリレー銅メダリスト。
夫はテレビ朝日のスポーツ局ディレクターの佐藤一馬。フリーアナウンサー（元テレビ神奈川アナウンサー）の佐藤亜樹は夫の妹で、テレビ山梨アナウンサーの小嶋優は姉の夫。直木賞作家の東野圭吾は母方の親戚でもある。父の名前が俳優の萩原健一と同姓同名。

## 経歴

### 大学生時代まで・シドニーオリンピック代表選出
大阪府生まれ。山梨県甲府市出身。甲府市立西中学校3年になった1995年、全日本ジュニアチームのメンバーに選出された。
翌1996年に山梨学院大学附属高等学校入学（同級生に森田丈武）。在学中は3年連続でインターハイに出場し、200m背泳ぎで3連覇。1998年のアジア大会では100m、200mの背泳ぎ、並びに400mメドレーリレーの3冠を達成した。1999年に卒業後は学内制度により母系の山梨学院大学法学部へ進学した。これにより現在に至るまで同大学を活動の拠点とする。
入学した年にパンパシフィック水泳選手権200m背泳ぎで金メダルを獲得。翌2000年に行われるシドニーオリンピックのテスト大会だったこともあり、大きく期待されていた。
2000年4月の日本水泳選手権（シドニー五輪国内選考会）では、200m個人メドレーで当時の日本記録を達成し優勝。200m背泳ぎでは、優勝の中尾美樹に次いで2位に入り、当五輪で自身初めての日本代表として、競泳2種目の出場権を獲得した。

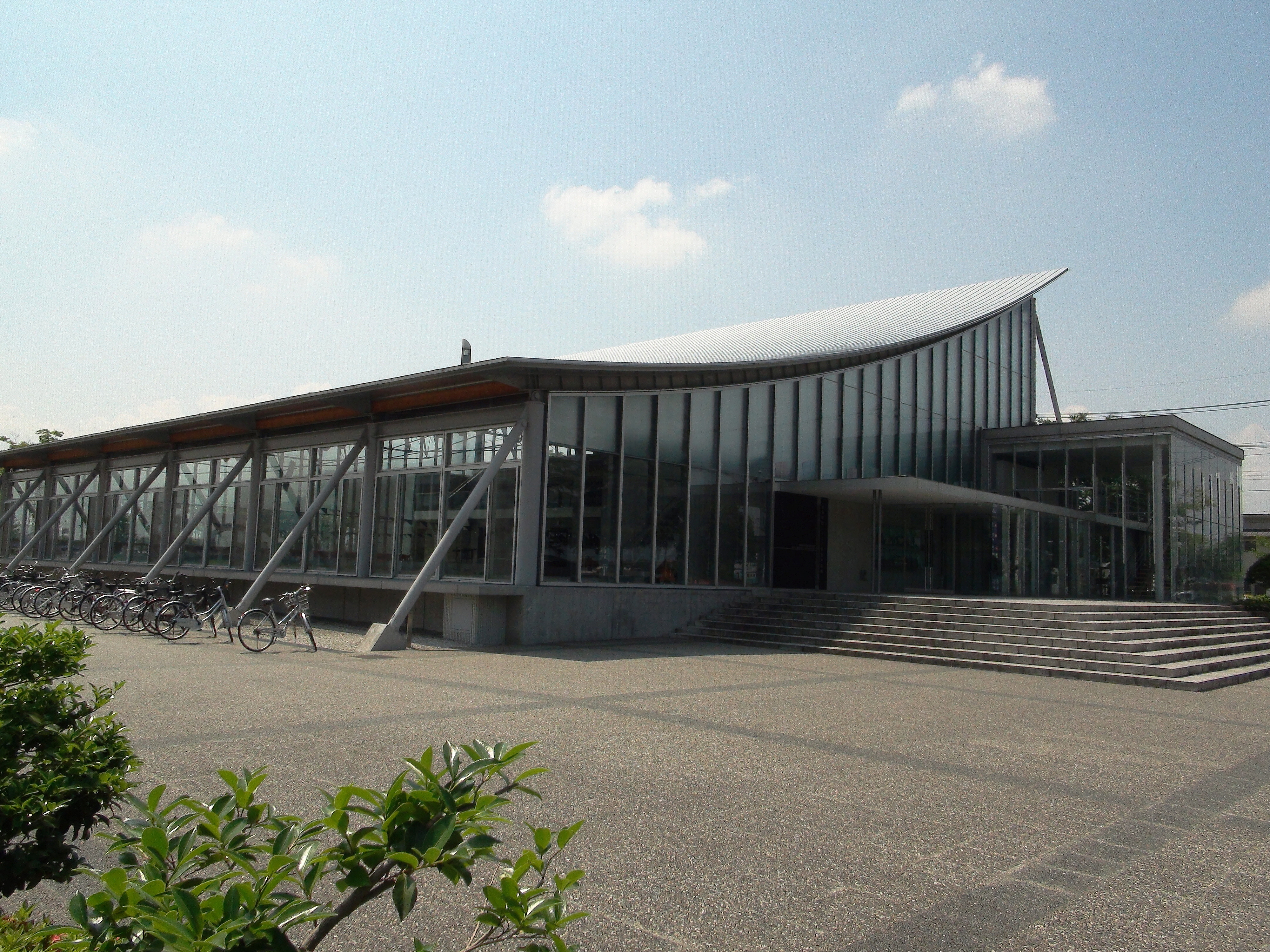
シドニー記念水泳場

2000年9月に開催されたシドニー五輪本番のレースは、200m個人メドレーで日本女子のトップながらも8位入賞に留まる。200m背泳ぎではレース終盤で同日本代表の中尾美樹と3位を争ったが、タッチの差で惜しくも敗れ4位入賞で、2種目共に念願の五輪メダル獲得は成らなかった。それでも200m背泳ぎの決勝後には、僅差で銅メダル獲得の中尾に駆け寄り、萩原自ら笑顔で祝福の言葉を送ると、中尾は嬉し涙を流していた。また萩原の活動が評価されて、大学が新たに建設した屋内プールは「シドニー記念水泳場」と命名される。
3年生になった2001年、福岡市で開かれた世界水泳選手権では、800m自由形リレーのメンバーに選ばれて3位に入賞、銅メダルを獲得した。
4年生になった2002年、日本水泳選手権で200m自由形、200m背泳ぎ、200m個人メドレー、100m自由形での史上初となる個人4冠を達成。しかしこの快挙が皮肉にも、彼女の水泳人生を大きく狂わせるきっかけにも繋がってしまう。
2002年8月に横浜市で開かれたパンパシフィック水泳で、200m個人メドレーでは金メダルを獲得。だが日本選手権優勝多数により、多くの種目にエントリーした強行日程が祟ったせいか、大会中に過呼吸を3度も発症し、200m背泳ぎ決勝レースを直前で棄権し、そのまま緊急入院する事態となってしまった。同年10月の釜山アジア大会代表にも選ばれていたが、重度の過換気症候群と診断されてこれも辞退。結局満足な結果を残すことが出来ないまま、大学生活を終えることとなった。
なお、大学生時代は教育実習もしており、その時の教え子に、当時高校生の松本哲也（元読売ジャイアンツ選手）が居たため、今でも気になっているという。なお、プロ野球は特にどこのチームのファンというわけではないが、ファンである選手に松本の他、上原浩治、松坂大輔、内川聖一、栗山英樹を挙げている。

### 大学院時代・一時引退後
2003年に競技生活を続けるため山梨学院大学大学院社会科学研究科修士課程（公共政策専攻）に進んだものの、その年は翌年に五輪を控えていたこともあり、静養のため殆どレースに出場しなかった。しかし、9月に“お隣”静岡県で行われたNEW!!わかふじ国体には山梨県選手団の一員としてエントリー。200m個人メドレー成年女子の部で大会記録を更新、復活の優勝を果たした。
2004年にアテネオリンピック出場を目指して、この年の日本選手権に全てをかけたが、50m自由形では優勝しながらも派遣標準記録の25秒30に0.32秒足りず、また100m自由形も派遣記録に届かず2位となり、2大会連続の五輪代表を逃した。その直後、一旦現役を引退する事を表明した。
大学院修了後も職員の形で引き続き学校法人山梨学院に残り、山梨学院大学スポーツガレッジセンターの研究員として今に至る。2005年4月から1年間、地元山梨放送のスポーツコメンテーターとして、『山日YBSワイドニュース』（現在の『YBSワイドニュース』、テレビ）、『YBSニュース深夜便』、『YBSニュース・アップ!』（ラジオ）の「ハギトモSmile Sports」というコーナーに出演していた。また、『ワイドニュース』では萩原自身もスタジオ出演していた。
TBS系列テレビ山梨製作の番組「UTYウッティな木曜日」で2005年4月から2009年3月まで出演した。
山梨放送出演時から世界選手権テレビ朝日系列中継でスタジオ解説を務めたほか、『GET SPORTS』ではさまざまなスポーツ選手を取材している。そこで知り合った8歳年上の佐藤一馬ディレクターと2006年10月に結婚。以後は東京と山梨を行ったり来たりする生活となる。
2007年2月、第1回大会だった東京マラソン2007の10kmレースに初挑戦。翌2008年の第2回東京マラソン2008は自身初のフルマラソンに挑戦、6時間30分41秒のタイムで完走を果たしている。翌2009年の第3回東京マラソン2009では、家族と共に10Kmレースに参加した。

### 現役復帰
2009年6月、競泳選手として5年ぶりに現役復帰することを表明、山梨県水泳連盟に「学校法人山梨学院職員」として選手登録した（略称は「山梨学院」）。復帰戦となった6月14日に日本実業団大会山梨予選では、100メートル自由形（短水路）で自己ベストに0秒54と迫る54秒49をマークした9月にはトキめき新潟国体にて出場。きっかけは2008年8月に北京オリンピックで、選手たちの姿を見て「まだ戦いたい」というの影響だった。2008年10月から母校の後輩と混じり練習を再開。
2010年4月に6年ぶりの日本選手権に出場。50メートル・100メートルの自由形でそれぞれ3位に入った。8月にアメリカ合衆国のカリフォルニア州で行われたパンパシフィック選手権の400メートルフリーリレーでは3分38秒86の日本新記録樹立に貢献した（結果は5位）。10月に東京辰巳国際水泳場で行われたFINA競泳ワールドカップ2010東京では、50メートル自由形（短水路）で24秒91を記録、1998年に源純夏がマークした日本記録を12年振りに更新し、6位に入った。そして、100メートル個人メドレーでは59秒94を出し、短水路日本記録を更新して金メダルを獲得した。11月の広州アジア競技大会の400メートルフリーリレーでも3分37秒90の日本新記録を樹立。
2011年4月の大会を前に子宮内膜症と卵巣のう腫が発覚し手術を行う。同年6月に山梨県夏季水泳競技大会に復帰。
2012年2月、短水路日本選手権の50メートル自由形（短水路）予選にて24秒84をマークして、自身の持つ日本記録を更新。2012年のロンドンオリンピック出場を見据えて、12年振りの五輪日本代表入りを目指し、五輪代表選考会である同年4月の日本選手権に50メートルと100メートルの自由形で出場した。しかし、いずれの種目も決勝まで進出したものの、100メートル自由形は8位、50メートル自由形は5位に終わり、12年ぶりのオリンピック出場はかなわなかった。直後、再び選手活動の引退を表明。

### 再引退後
自身落選したロンドン五輪の開催中、日本テレビ系「ZIP!」で水泳競技のコメンテーターを担当していた。その後現在では水泳関連に限らず、夏季五輪・冬季五輪関連のスポーツコメンテーターとして、メディア出演にも度々登場している。さらにテレビ東京の土曜スペシャル（2012年6月16日放送・2012年10月27日放送）やTBSのスペシャル番組SASUKEの出場者（2012年12月27日放送・2013年6月27日放送）として参加していた。
2012年6月にスポーツカンパニーとマネージメント契約。
2013年6月に日本水泳連盟の理事に就任し、2014年4月1日には日本水泳連盟に新設された「アスリート委員会」の委員長に就任した。
2014年7月17日、自身のブログで結婚8年目にして懐妊、それから4か月後の同年11月21日に長男を無事出産を公表した。
2014年7月18日山梨フルーツPRキャンペーン一行で「やまなし大使」と「山梨フルーツレディー」として首相官邸へ安倍晋三総理大臣に今年2月の大雪被害を乗り越え収穫したブドウとモモをプレゼントした。
2015年11月24日、突然腹部に激痛が走り救急車で運ばれて入院。「胆石胆嚢炎」と診断され、入院翌日の11月25日に緊急手術した事を報告（12月1日に退院）。
2016年5月8日、毎日新聞の「親子の日・企画特集」で母との対談が実現した。ちなみに母は甲府市でお菓子教室主宰をしている。
2017年2月22日に愛知県の「春日井市広報大使」に委嘱した。任期は2017年4月1日から3年間。
2018年に山梨県の平成30年度の県政CM「ママの安心」に出演。
2019年2月11日、2016年リオデジャネイロ五輪日本代表・2018年ジャカルタアジア大会では6種目も制覇、2020年東京五輪でも期待された競泳選手・池江璃花子が、白血病で急遽入院により当面療養専念と報道のNHKニュースに、萩原は自身のTwitterで「信じられない…言葉に成りません…」と絶句しながらツイート。その後、池江が発表したTwitterの文面を貼り付けた上で「体が震えています…混乱している中でも病名を公表した事に勇気と強さを感じます。そして、この状況の中でも周りを気遣う優しい気持ち…素晴らしい選手なのです。今はただ完治に向けて…祈ります。彼女をサポート出来ることは何か…まずは水泳OBOG皆で考えます」等と、池江の病状を気遣うコメントを更新した。
2019年2月22日付でスポーツ庁参与（2020年3月31日まで）、7月から日本体操協会理事に就任。12月17日には2020年に開催される東京オリンピックの山梨県の聖火ランナーになる予定だったが、新型コロナウイルスの影響で延期された。
2021年6月26日、東京オリンピックの聖火リレーの山梨県1日目のトップバッターとして走った。東京オリンピックと東京パラリンピックでは解説を担当。両大会の解説を行うのは、競泳界では史上初となった。
2023年12月に東京都議会は東京都教育委員に任命する人事案に同意。元柔道選手山口香の後任として、2027年12月までとなる。
2024年7月に文芸社の絵本「ペンギンゆうゆ よるのすいえいたいかい」を出版。きっかけは2023年の春、小学生の長男が「ママの夢って何」と聞かれたことだったが、その時は答えられなかったので、「絵本を作りたい」という気持ちで、文芸社主催の「えほん大賞」に応募、受賞は逃したが、出版社からの提案で実現した。

## 主な記録
| 距離                        | タイム  | 大会名                               |
| --------------------------- | ------- | ------------------------------------ |
| 個人メドレー200m            | 2:12.84 | 2000年日本選手権                     |
| 背泳ぎ200m                  | 2:10.91 | 2000年日本選手権                     |
| 自由形50m                   | 25.24   | 2009年国民体育大会                   |
| 自由形100m                  | 54.97   | 2002年パンパシフィック選手権         |
| 個人メドレー100m（短水路）  | 59.94   | 2010年FINA競泳ワールドカップ2010東京 |
| 自由形50m（短水路）         | 24.84   | 第53回日本選手権（25m）水泳競技大会  |
| 自由形100m（短水路）        | 53.95   | 2004年関東学生冬季公認記録会         |
| 自由形200m（短水路）        | 1:56.58 | 2002年短水路日本選手権               |
| 背泳ぎ50m（高校短水路記録） | 28.06   | 1998年香川県招待スプリント選手権大会 |

### シドニー五輪
- 200m背泳ぎ 4位入賞 決勝2:11.21 準決勝2:11.02
- 200m個人メドレー 8位入賞 決勝2:15.64 準決勝2:15.09

## 著書
- 『ハギトモ「いつも笑顔で…」』（ベースボール・マガジン社、2006年5月1日）
- 『ペンギンゆうゆ よるのすいえいたいかい』（文芸社、うよ高山は絵の担当、2024年7月5日）

## 関連書籍・監修
- 『DVDレッスン 萩原智子の水泳 基礎からチャレンジ!』（GAKKEN SPORTS BOOKS、2014年7月8日）
- 『DVDレッスン 萩原智子のクロール』（GAKKEN SPORTS BOOKS、2014年8月19日）

## 出演
- NEWS WEB（NHK総合テレビジョン） - 2014年度（第3期生）ネットナビゲーター（木曜日担当　途中2014年11月-15年1月に産休のため一時休演）、2015年度からは祝日・不定期
- 炎の体育会TV（TBS）
- SASUKE（TBS）
- ぶらり途中下車の旅（日本テレビ）
- くりぃむクイズ ミラクル9（テレビ朝日）
- 出発!ローカル線 聞きこみ発見旅【JR津山線 ダイアモンド☆ユカイ＆萩原智子】（BSジャパン）
- BREAKTHROUGHＧＨ〜ブレイクスルー〜 “限界突破”を目指す若きアスリートたち（2018年3月21日、テレビ東京） - ナレーター[51]
- 首都圏ネットワーク（NHK総合、火曜コーナー「カウントダウン2020」のプレゼンターを担当、2019年4月 - ）[52]
- パラ競泳世界選手権2019（NHK-BS1、2019年9月10 - 9月15日、解説[53]）
- Newsかいドキ「ハギトモのいちおし!」（NHK甲府、2020年1月 - ）[54]

## 主な役職
- 日本水泳連盟理事
- 日本体操協会理事
- 日本知的障害者水泳連盟理事
- 星槎大学客員教授[55]
- スポーツ庁参与
- 東京都教育委員